# William Parker (remer)
Sir William Lorenzo Parker 3r Baronet (South Kensington, Londres, 9 de gener de 1889 – Pontypool, Torfaen, 27 d'octubre de 1971) va ser un remer anglès que va competir a començaments del segle xx.
Va heretar el títol de baronet a la mort de Sir William Biddulph Parker, segon baronet el 23 de gener de 1902. Estudià al New College de la Universitat d'Oxford. El 1912 va prendre part en els Jocs Olímpics d'Estocolm, on guanyà la medalla de plata en la competició del vuit amb timoner del programa de rem.
L'abril de 1913 va ser nomenat inspector auxiliar pel Consell d'Agricultura i Pesca. Fou Lord Lieutenant de Brecknockshire entre 1959 i 1964.